# Katarina Karlsdotter Vasa

Miniatyrporträtt Katarina av Sverige. Livrustkammaren i Stockholm

Katarina av Jacob Heinrich Elbfas

Katarina Karlsdotter Vasa, född 10 november 1584 på Nyköpingshus, död 13 december 1638 i Västerås, var prinsessa av Sverige, dotter till den blivande kung Karl IX och Maria av Pfalz och gift 11 juni 1615 med sin syssling pfalzgreven Johan Kasimir av Pfalz-Zweibrücken (sysslingarna var besläktade genom Filip den ädelmodige av Hessen som var farmors far till Johan Kasimir och mormors far till Katarina). 
Efter att Katarinas brorsdotter drottning Kristina abdikerat blev Katarinas son, drottningen Kristinas kusin, kung av Sverige under namnet Karl X Gustav och därmed den första regenten av den pfalziska ätten. Katarina är därmed inte bara en länk mellan Vasaätten och det direkt efterföljande pfalziska kungahuset, för vilken hon är stammoder via sonen Karl X Gustav, utan även, via dottern Christina Magdalena, länk mellan Vasaätten och de två senare svenska kungaätterna Holstein-Gottorp och Bernadotte.

## Biografi

### Tidigt liv
Katarina blev moderlös vid fem års ålder 1589, och hennes uppfostran sköttes av hennes hovfröken Euphrosina Heldina von Dieffenau, kallad "fröken Heldina", som var änka efter en tysk officer i svensk tjänst. Hon anställdes vid hovet 1590 och kvarblev efter sitt giftermål som hennes hovmästarinna. Katarina höll kontakten med Heldina fram till dennas död 1636. Vid faderns omgifte med Kristina av Holstein-Gottorp år 1592 fick denna hand om hennes uppfostran. Relationen till styvmodern beskrivs som god, men av hennes brevväxling till maken framgår att den inte alltid var friktionslös. Katarinas personlighet beskrivs som en blandning av faderns "kraft och klokhet" och moderns "mjuka godhet". Hennes halvbroder, som 1611 efterträdde deras far som kung Gustav II Adolf, ansåg henne vara intelligent och värdesatte hennes råd.
Hennes fars äktenskap med hennes mor Maria av Pfalz hade varit en union med det antihabsburgska, pfalziska aktionspartiet i Tyskland, som i sin tur hade förbindelser med Henrik IV av Frankrike och de franska hugenottledarna. Under 1599–1600 fanns det planer på äktenskap mellan Katarina och Henrik IV:s släkting, hugenottledaren vicomte Henrik av Rohan. Äktenskapsförhandlingarna för Katarina var trots hennes stora hemgift svår på grund av Sveriges besvärliga politiska ställning sedan hennes fars erövring av tronen. Först efter freden i Knäred 1613 blev hennes internationella ställning på äktenskapsmarknaden mer gynnsam. Med stöd av sin styvmor änkedrottning Kristina och förmedling av dennas bror ärkebiskopen Johan Fredrik av Bremen arrangerades äktenskapet med hennes släkting, den reformerte Johan Kasimir av Pfalz. Johan Kasimir var fattig men hans politiska kontakter ansågs värdefulla för Sverige. Axel Oxenstierna var dock emot äktenskapet.
Vigseln ägde rum i Stockholm 11 juni 1615. Katarina stannade efter sitt bröllop kvar i Sverige. Katarina var genom sina föräldrars testamente och lagen om svenska prinsessors hemgift en av Sveriges största fordringsägare vid en tidpunkt då landet befann sig i ett svårt ekonomiskt läge, och hon kvarblev därför i Sverige för att bevaka sina intressen. Först i januari 1618 lämnade paret Sverige för Tyskland. Vid ankomsten till Tyskland bosatte sig paret på hennes svåger Johan II:s erbjudan på slottet Kleeburg i norra Elsass. 1619 påbörjade maken byggnationen av renässansslottet Katharinenburg nära Kleeburg. Av parets brevväxling att döma tycks paret så småningom ha fått ett lyckligt förhållande. 1620 tvingades paret på grund av trettioåriga krigets utbrott att fly till Strassburg.

### Efter återkomsten till Sverige
År 1622 bad hennes halvbror Gustav II Adolf henne att återvända till Sverige, vilket hon också gjorde med sin familj. De anlände i juni 1622. Eftersom kungen själv ännu var barnlös och hans yngre bror hade avlidit rådde bekymmer om tronföljden. Katarinas ställning stärktes vid hennes sons födelse strax därefter. Makarna fick av kungen Stegeborgs slott och län i Östergötland. Förläningen gavs dem som pant för Katarinas uteblivna brudskatt. Katarina fick själv år 1626 Skenas kungsgård som enskild besittning. Hennes huvudintresse ska ha varit att engagera sig i skötseln av familjens godskomplex. I sin brevväxling framstår hon som en driftig hushållare, sparsam och ekonomiskt intresserad.
Paret ska ha trivts väl på Stegeborg och höll ett hov på sextio personer med hovdamer, hovmän och en officiell taffel serverad vid åtta bord efter rang: Johan Kasimir ska ha poängterat Katarinas kungliga status under tiden i Sverige och varit noga med att leva enligt furstlig standard och ceremoniell. Katarina hade en mycket god relation till sina syskon, särskilt till Gustav II Adolf. Kungen bad henne ibland om råd, och bad henne under sina resor ibland att trösta sin maka Maria Eleonora. År 1631, när Maria Eleonora fick tillstånd att göra Gustav II Adolf sällskap i Tyskland, fick Katarina på hans önskan ansvaret för tronföljaren, Kristina, och behöll vårdnaden fram till att Maria Eleonora återvände till Sverige efter kungens död 1632. Katarina utsattes för en del intriger med syfte att misskreditera henne inför kungaparet, men hon lyckades undvika dem. Hon brevväxlade också med de regerande dynastierna i Pfalz och Brandenburg: hon upprätthöll en god kontakt med dem, och de ansåg henne klok och omdömesgill.
Efter Gustav II Adolfs död 1632 kom familjen i konflikt med Kristinas förmyndarregering om familjens ställning och om arvsrätt till Stegeborg. Då Johan Kasimir bröt med rådet 1633 lämnade även Katarina hovet och drog sig tillbaka till Stegeborg. Katarina tycks själv inte ha varit intresserad av att delta i politiken eller diplomatin. År 1636 fick hon officiellt vårdnaden om sin brorsdotter, drottning Kristina och ansvaret för dennas uppfostran. Hon utnämndes på Axel Oxenstiernas önskan, och ska ha accepterat uppdraget vid hovet med viss ovilja. Denna utnämning förstörde hennes relation till Maria Eleonora. Kristina skulle senare beskriva åren som Katarinas fosterbarn som lyckliga.
Katarina var respekterad i Sverige så som kunglig prinsessa och Kristinas uppfostrare, medan däremot hennes make Johan Kasimir ska ha utsatts för en hel del nedlåtande behandling på grund av parets rangskillnad. Ett exempel var vid riksdagens öppnande år 1633, då Katarina i enlighet med rådets önskan åtföljde Kristina i processionen och också fick sitta ned vid ceremonin, medan Johan Kasimir fick välja mellan att stå i en fönstersmyg och titta på eller att inte närvara alls. Johan Kasimir förvägrades också en tjänst eller position vid hovet.
Katarina avled i Västerås, dit hovet just hade flytt undan pesten i Stockholm. Hon beskrivs som allmänt omtyckt och respekterad, och Axel Oxenstiernas sade vid hennes död, att han hellre skulle ha begravt sin mor två gånger än se "huru denna ädla furstinna i förtid ryckts bort" Hon ersattes i sin tjänst som fostermor av Christina Nilsdotter (Natt och Dag) och Ebba Mauritzdotter Leijonhufvud, som av riksrådet året därpå gavs i uppdrag att dela tjänsten mellan sig. 
Katarina kyrka i Stockholm är uppkallad efter henne. Hon är begravd i Strängnäs domkyrka.

## Barn
1. Christina Magdalena (1616–1662), gift med Fredrik VI av Baden-Durlach → Förfäder till Carl XVI Gustaf av Sverige.
2. Johan Wolfgang Karl av Pfalz (1618–1621)
3. Emilia Elisabeth (1619–1628)
4. Karl X Gustav (1622–1660), kung av Sverige
5. Maria Eufrosyne av Pfalz (1625–1687), gift med Magnus Gabriel De la Gardie
6. Eleonora Katarina av Pfalz (1626–1692) gift med lantgreve Fredrik av Hessen-Eschwege.
7. Kristina av Pfalz (1628–1629)
8. Adolf Johan av Pfalz (1629–1689), riksmarskalk

## Släktträd
|                    |                    |                    |                    |                    |                    |  |  |  |  | Maria Eleonora av Brandenburg      |                                    |                                    |                                    |                                    |                                    |  |  |  |  |  |  |                              |                              |                              |                              |                              |                              |  |  |  |  |                        |                        |                        |                        |                        |                        |
|                    |                    |                    |                    |                    |                    |  |  |  |  |                                    |                                    |                                    |                                    |                                    |                                    |  |  |  |  |  |  |                              |                              |                              |                              |                              |                              |  |  |  |  |                        |                        |                        |                        |                        |                        |
| Drottning Kristina | Drottning Kristina | Drottning Kristina | Drottning Kristina | Drottning Kristina | Drottning Kristina |  |  |  |  |                                    |                                    |                                    |                                    |                                    |                                    |  |  |  |  |  |  | Kristina av Holstein-Gottorp | Kristina av Holstein-Gottorp | Kristina av Holstein-Gottorp | Kristina av Holstein-Gottorp | Kristina av Holstein-Gottorp | Kristina av Holstein-Gottorp |  |  |  |  |                        |                        |                        |                        |                        |                        |
| Drottning Kristina | Drottning Kristina | Drottning Kristina | Drottning Kristina | Drottning Kristina | Drottning Kristina |  |  |  |  |                                    |                                    |                                    |                                    |                                    |                                    |  |  |  |  |  |  | Kristina av Holstein-Gottorp | Kristina av Holstein-Gottorp | Kristina av Holstein-Gottorp | Kristina av Holstein-Gottorp | Kristina av Holstein-Gottorp | Kristina av Holstein-Gottorp |  |  |  |  |                        |                        |                        |                        |                        |                        |
|                    |                    |                    |                    |                    |                    |  |  |  |  | Gustav II Adolf                    |                                    |                                    |                                    |                                    |                                    |  |  |  |  |  |  |                              |                              |                              |                              |                              |                              |  |  |  |  |                        |                        |                        |                        |                        |                        |
|                    |                    |                    |                    |                    |                    |  |  |  |  |                                    |                                    |                                    |                                    |                                    |                                    |  |  |  |  |  |  |                              |                              |                              |                              |                              |                              |  |  |  |  |                        |                        |                        |                        |                        |                        |
|                    |                    |                    |                    |                    |                    |  |  |  |  |                                    |                                    |                                    |                                    |                                    |                                    |  |  |  |  |  |  | Maria av Pfalz               |                              |                              |                              |                              |                              |  |  |  |  |                        |                        |                        |                        |                        |                        |
|                    |                    |                    |                    |                    |                    |  |  |  |  |                                    |                                    |                                    |                                    |                                    |                                    |  |  |  |  |  |  |                              |                              |                              |                              |                              |                              |  |  |  |  |                        |                        |                        |                        |                        |                        |
|                    |                    |                    |                    |                    |                    |  |  |  |  | Katarina Karlsdotter Vasa          | Katarina Karlsdotter Vasa          | Katarina Karlsdotter Vasa          | Katarina Karlsdotter Vasa          | Katarina Karlsdotter Vasa          | Katarina Karlsdotter Vasa          |  |  |  |  |  |  |                              |                              |                              |                              |                              |                              |  |  |  |  | Gustav Vasa            | Gustav Vasa            | Gustav Vasa            | Gustav Vasa            | Gustav Vasa            | Gustav Vasa            |
|                    |                    |                    |                    |                    |                    |  |  |  |  |                                    | Katarina Karlsdotter Vasa          | Katarina Karlsdotter Vasa          | Katarina Karlsdotter Vasa          | Katarina Karlsdotter Vasa          | Katarina Karlsdotter Vasa          |  |  |  |  |  |  |                              |                              |                              |                              |                              |                              |  |  |  |  | Gustav Vasa            | Gustav Vasa            | Gustav Vasa            | Gustav Vasa            | Gustav Vasa            | Gustav Vasa            |
| Karl X Gustav      | Karl X Gustav      | Karl X Gustav      | Karl X Gustav      | Karl X Gustav      | Karl X Gustav      |  |  |  |  |                                    |                                    |                                    |                                    |                                    |                                    |  |  |  |  |  |  | Karl IX                      | Karl IX                      | Karl IX                      | Karl IX                      | Karl IX                      | Karl IX                      |  |  |  |  |                        |                        |                        |                        |                        |                        |
| Karl X Gustav      | Karl X Gustav      | Karl X Gustav      | Karl X Gustav      | Karl X Gustav      | Karl X Gustav      |  |  |  |  |                                    |                                    |                                    |                                    |                                    |                                    |  |  |  |  |  |  | Karl IX                      | Karl IX                      | Karl IX                      | Karl IX                      | Karl IX                      | Karl IX                      |  |  |  |  |                        |                        |                        |                        |                        |                        |
|                    |                    |                    |                    |                    |                    |  |  |  |  | Johan Kasimir av Pfalz-Zweibrücken | Johan Kasimir av Pfalz-Zweibrücken | Johan Kasimir av Pfalz-Zweibrücken | Johan Kasimir av Pfalz-Zweibrücken | Johan Kasimir av Pfalz-Zweibrücken | Johan Kasimir av Pfalz-Zweibrücken |  |  |  |  |  |  |                              |                              |                              |                              |                              |                              |  |  |  |  | Margareta Leijonhufvud | Margareta Leijonhufvud | Margareta Leijonhufvud | Margareta Leijonhufvud | Margareta Leijonhufvud | Margareta Leijonhufvud |
|                    |                    |                    |                    |                    |                    |  |  |  |  | Johan Kasimir av Pfalz-Zweibrücken | Johan Kasimir av Pfalz-Zweibrücken | Johan Kasimir av Pfalz-Zweibrücken | Johan Kasimir av Pfalz-Zweibrücken | Johan Kasimir av Pfalz-Zweibrücken | Johan Kasimir av Pfalz-Zweibrücken |  |  |  |  |  |  |                              |                              |                              |                              |                              |                              |  |  |  |  | Margareta Leijonhufvud | Margareta Leijonhufvud | Margareta Leijonhufvud | Margareta Leijonhufvud | Margareta Leijonhufvud | Margareta Leijonhufvud |